# Polypogon exasperatus
Polypogon exasperatus är en gräsart som först beskrevs av Carl Bernhard von Trinius, och fick sitt nu gällande namn av Stephen Andrew Renvoize. Polypogon exasperatus ingår i släktet skäggrässläktet, och familjen gräs. Inga underarter finns listade i Catalogue of Life.